# ダイエー綾瀬店
ダイエー綾瀬店（ダイエーあやせてん）は、かつて神奈川県綾瀬市に存在した大型商業施設（ショッピングセンター）。店番号は0571。2015年5月10日18時に閉店。

## 概要
かしわ台駅から離れた場所に位置する地上4階建ての店舗。核店舗は忠実屋としてオープンした。
開業前は、現在の所有会社の前身である「トピー不動産株式会社」が、この地でゴルフ練習場を開設した後、スポーツ施設を兼ね備えた「トピレックアヤセ」が開業した。核テナントとして忠実屋が入居し、その後は吸収合併されたため、ダイエーに名称変更した。
それ以降「トピレックアヤセ」の名称を前面に出さず、ダイエーの名称を前面に出していた。
近隣には綾北小学校が存在し、多くの客が訪れていた。
跡地は2015年12月12日に長崎屋運営によるMEGAドン・キホーテが出店した。

## フロア構成
| 階 | フロア概要                       |
| -- | -------------------------------- |
| RF | 駐車場                           |
| 4F | 駐車場                           |
| 3F | 専門店のフロア                   |
| 2F | 衣料品・生活用品のフロア         |
| 1F | 食料品・薬店・日用消耗品のフロア |

## テナント
出店全店舗一覧は公式サイト「フロアガイド」を参照。